# Range Life
Range Life è un singolo del gruppo musicale statunitense Pavement, pubblicato nel gennaio 1995 come terzo estratto dal secondo album in studio Crooked Rain, Crooked Rain.

## La canzone
Il singolo non fu pubblicato commercialmente negli Stati Uniti. Fu pubblicato dall'etichetta inglese dell'epoca della band, la Big Cat Records. Entrambi i lati B provengono dalle sessioni di Crooked Rain, Crooked Rain e sono inclusi nella riedizione deluxe del 2004. Questa canzone è inclusa anche nell'album dei successi del gruppo Quarantine the Past: The Best of Pavement.

### Controversia
La canzone fu al centro dell'attenzione a causa del suo testo controverso che sembrò prendere in giro stelle della musica alternativa come gli Smashing Pumpkins e gli Stone Temple Pilots; il leader degli Smashing Pumpkins Billy Corgan espresse il suo dispiacere in varie interviste mentre l'autore Stephen Malkmus affermò di essere stato male interpretato e che non avesse intenzione di insultare nessuno. Malgrado ciò, i Pavement, che sarebbero dovuti andare in tour con il Lollapalooza nel 1994, furono esclusi quando gli Smashing Pumpkins, che erano gli artisti principali, minacciarono di cancellare le loro date se vi fossero stati anche i Pavement. Questi alla fine suonarono al Lollapalooza nell'anno successivo. Un demo del 1993 non vede la presenza dei versi controversi; il chitarrista Spiral Stairs ricordò nel 2004 che quando Malkmus rivelò il nuovo testo durante le sessioni di registrazioni a New York  di Crooked Rain, Crooked Rain: "ci è quasi andato di traverso il pranzo da quanto ridemmo."